# Dielétrico

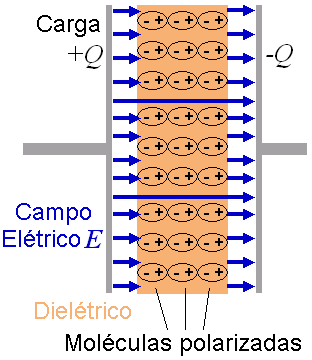
Os elétrons nas moléculas migram para a placa carregada negativamente. A moléculas então criam um campo no lado esquerdo que anula parcialmente o campo criado pelas placas. Obs. - O espaço com ar é mostrado apenas para uma maior clareza da imagens. O dielétrico está em contato direto com as placas.)

Um dielétrico (AO 1945: dieléctrico) é um  isolante elétrico que, sob a atuação de um campo elétrico exterior acima do limite de sua rigidez dielétrica, permite o fluxo da corrente elétrica. 
Qualquer substância submetida a um campo elétrico muito alto pode se ionizar e tornar-se  um condutor.
Normalmente um material dielétrico se torna condutor quando é ultrapassado o seu campo de ruptura. Essa intensidade máxima do campo elétrico (em V/m) se chama rigidez dielétrica. Assim, se aumentamos muito campo elétrico aplicado sobre o dielétrico, o  material se converte em um condutor.

## Polarização do dielétrico
Uma propriedade dos dielétricos é a polarização das partículas elementares do material, quando este estiver sujeito à ação do campo elétrico.
Polarização é um deslocamento reversível dos centros de cargas na direção do campo externo aplicado.
A polarização de um dielétrico pode ocorrer de duas formas:
- em materiais apolares: com a ação de um campo elétrico externo, ocorre a separação dos centros de cargas positivas e negativas, que será tanto maior quanto maior for a intensidade do campo;
- em dipolos elétricos: a ação do campo elétrico externo tende a orientar as partículas de acordo com a orientação do campo.

## Aplicações
A estrutura atômica dos elementos componentes de um dielétrico torna a sua  energia de ionização relativamente elevada. 
Portanto um capacitor (português brasileiro) ou condensador (português europeu) contendo um dielétrico pode ser submetido a uma tensão mais elevada. 
Por essa razão, camadas de dielétricos são comumente incorporadas aos capacitores, visando melhorar sua performance em relação aos capacitores que contêm apenas ar ou vácuo entre suas placas. Além disso, o uso de um dielétrico em um capacitor (português brasileiro) ou condensador (português europeu) possibilita que as placas de condutores sejam colocadas muito próximas sem o risco de entrarem em contato. O termo dielétrico pode se referir tanto a esta aplicação quanto ao isolamento utilizado em cabos de potência e RF.

## Dielétricos nos capacitores de placas paralelas
Ao se colocar um material dielétrico entre as placas (paralelas) de um capacitor (português brasileiro) ou condensador (português europeu), a capacitância C do condensador é aumentada de um fator εr, denominado constante dielétrica relativa, típica do dielétrico considerado. Assim a capacitância será calculada de acordo com a seguinte fórmula:
{\displaystyle C=\epsilon _{r}\epsilon _{0}{\frac {A}{d}}}
onde
- {\displaystyle C} é a capacitância
- {\displaystyle \epsilon _{r}} é a constante dielétrica
- {\displaystyle \epsilon _{0}} é a constante de permissividade do vácuo
- A é a área das placas do capacitor
- d é a distância entre as placas.

Isto ocorre porque um campo elétrico polariza as moléculas do dielétrico, produzindo frações de carga em sua superfície que criam um campo elétrico oposto (antiparalelo) ao do capacitor. Desse modo, uma certa quantidade de carga produz um campo mais fraco entre as placas do que ela iria produzir sem o dielétrico, que reduz o potencial elétrico. Reciprocamente, com um dielétrico no interior do capacitor, ao se aumentar o campo elétrico dentro dele, aumentará a quantidade de  carga acumulada. De fato:
{\displaystyle C={\frac {q}{V}}}.
Aumentando C e mantendo V  constante, q deve aumentar, observando-se que esse aumento dependerá do material dielétrico utilizado.

## Alguns dielétricos mais usados
Os materiais dielétricos podem ser sólidos, líquidos ou gasosos. Os dielétricos sólidos são provavelmente o tipo mais utilizado em eletricidade pois muitos sólidos são bons isolantes. Alguns exemplos incluem a porcelana, vidro e plásticos. O ar e o hexafluoreto de enxofre são dois dielétricos gasosos comumente utilizados.
- A cobertura industrial provê uma barreira dielétrica entre o substrato e seu ambiente.
- O óleo mineral é extensivamente utilizado no interior de transformadores elétricos como um fluido dielétrico e para auxiliar no resfriamento. Vários fluidos distintos são utilizados em capacitores de alta-tensão.
- Óleo de Origem Vegetal ou Éster Sintético. Originado da Soja ou Girassol, por exemplo. Possui características superiores ao Óleo mineral: Aumento da capacidade de potência e/ou sobrecarga; extensão da vida útil do ativo; uso de opções renováveis, não tóxicas e biodegradáveis; redução da emissão de carbono.[3]